# Alkathoos (Sohn des Pelops)
Alkathoos (altgriechisch Ἀλκάθοος Alkáthoos) ist in der griechischen Mythologie der Sohn des Pelops und der Hippodameia.
Seine Brüder sind Atreus und Thyestes. Alkathoos war zunächst mit Pyrgo vermählt, heiratete aber später Euaichme. Als Kinder hatte er Ischepolis, Kallipolis, Iphinoe, Periboia und Automedusa.
Da Alkathoos seinen Halbbruder Chrysippos getötet hatte, floh er von Elis nach Megara. Dort hatte König Megareus gelobt, demjenigen seine Tochter Euaichme zur Frau und sein Königreich zu geben, der es schaffen würde, den Kithäronischen Löwen zu erlegen. Der Löwe hatte zuvor den Sohn des Königs, Euhippos, getötet. Alkathoos stellte sich dieser Herausforderung, erlegte den Löwen und erhielt zunächst Euaichme zur Frau, nach dem Tod des Megareus auch dessen Reich. Aus Dankbarkeit errichtete er in Megara Tempel für Artemis Agrotera und Apollon Agraios, außerdem erneuerte er die Mauern der Stadt. Bei dieser Tätigkeit soll ihm Apollon selbst zur Seite gestanden haben, und das Stück Mauer, auf die der Gott während der Arbeit seine Kithara legte, soll noch in historischer Zeit den Klang einer angeschlagenen Saite erzeugt haben, wenn man es mit Steinchen bewarf.
Als ihm sein Sohn Kallipolis während eines Opfers an Apollon die Nachricht vom Tode seines ältesten Sohnes Ischepolis überbrachte, empfand Alkathoos dies als so schwerwiegendes Sakrileg, dass er Kallipolis im Zorn erschlug. Ein Seher musste ihn für diese Tat entsühnen.
Als Vater der Periboia, die den Telamon heiratete, war er Großvater des großen Ajax. Aus diesem Verhältnis leiteten sich später Ansprüche Megaras auf Salamis ab.
Alkathoos war der eponyme Heros der westlichen Akropolis von Megara und hatte dort ein Heroon samt Begräbnisstätte für seine Angehörigen, Spielen und Opfern zu seinen Ehren. Die Stadt wurde zu seinem Gedenken später auch als Alacathoi urbs oder Alcathoe bezeichnet.